# Aureli Argemí i Roca
Aureli Argemí i Roca (Sabadell, 1 februari 1936 – Barcelona, 1 april 2024) was een Spaans een benedictijnse monnik, theoloog, politicus en catalanistisch activist.
In 1946 begint hij als koorknaap te studeren aan de koor- en kloosterschool in Montserrat. Na de stembreuk in 1951 treedt hij als novice in het klooster in en wordt in 1959 geprofest.
Van 1964 tot 1968 was hij secretaris van de abt van Montserrat Aureli Maria Escarré i Jané. Na een interview in Le Monde waarin Escarré kritiek op de franquistische dictatuur uit, volgt Argemí hem in verbanning naar het benedictijnenklooster van Viboldone in Italië. Na het overlijden van Escarré gaat hij naar het klooster van Sant Miquel de Cuixà in Frans Catalonië. Daar engageert hij zich in diverse initiatieven van de weerstand tegen Francisco Franco. In 1974 richt hij in Cuixà het CIEMEN op, het Internationaal centrum Escarré voor de etnische en nationale minderheden.
Na het overlijden van Franco keert hij naar Catalonië terug. In 1981 wordt hij een van de drijvende krachten achter de Crida a la Solidaritat en Defensa de la Llengua, la Cultura i la Nació Catalanes. In 1985 verlaat hij de kloosterlijke staat en ijvert verder voor het CIEMEN vanuit Barcelona.
In 2011 wordt hij lid van de permanente raad van de Assemblea Nacional Catalana, een pluralistische organisatie die streeft naar de Catalaanse onafhankelijkheid en die op de Diada Nacional de Catalunya 2012 in Barcelona een betoging met tussen 1 en 1,5 miljoen mensen op de been gekregen heeft.

## Werken
Hij was redacteur van het tijdschrift Europa de les Nacions en van het online-tijdschrift Nationalia
In het Italiaans
- Chiesa fascista e Stato Cattolico in Spagna (1970) (vert.:De fascistische kerk en de katholieke staat in Spanje)
- Il carcere vaticano Chiesa e fascismo in Spagna (1975), over de priestergevangenis in Zamora[5]
- Rivoluzione o morte (1974) over het Proces van Burgos
- I Paesi Catalani (1979) (vert.: De Catalaanse landen[6]

In het Catalaans
- Ensenyament de la llengua i mitjans de communicació social (1981)[7]
- Sobirania o submissió, met een voorwoord van Heribert Barrera i Costa, (1993)[8]
- Això és Europa (2002), geïllustreerd door Pere Joan[9]
- Estatut que voldria: 18 respostes des de la societat civil (2005)[10]
- Petita història de l'abat de Montserrat Aureli M. Escarré (samen met Pilarín Bayés) (2009)[11]

- Biblioteca Nacional de España: XX994029
- Catàleg d'autoritats de noms i títols de Catalunya: 981058509692706706
- International Standard Name Identifier: 0000 0000 5958 6553
- Library of Congress Control Number: n2006084285
- Système universitaire de documentation: 24222413X
- Virtual International Authority File: 38810225
- WorldCat: E39PBJtmqbQQPtDqkhDjm98wG3